# イラク株
イラク株（イラクかぶ）は、イラク証券取引所に上場する銘柄の総称。またイラク企業が海外市場に上場した株を指す場合もある。

## 概要
2008年ごろから使われ始めた言葉。2000年以降の中国株に代表される外国株ブームの流れを汲んでいる。米軍のイラク撤退が段階的に進むなか、ポスト米国占領のイメージを描くときの、一つのキーワードといえる。
2003年のイラク侵攻前には、バグダッド証券取引所が運営されていたが、フセイン体制の崩壊とともに活動停止した。
2004年6月24日、米国のバックアップのもと、イラク証券取引所が国内唯一の証券取引所として活動を開始した。旧バグダッド証券取引所とはまったく関係がない。新しいイラク証券取引所はイラクの証券会社で組織されるイラク証券業協会により運営され、イラク証券委員会（SEC）の監督下に置かれている公的団体といえる。理事の選出においてもSECが監督する。ジャスダック市場になる前の日本の店頭市場に例えられる場合もある。

## 市場改革
2006年の法改正により、外国人も証券市場で株式を売買出来るようになった。米国などの外国人投資家が投資銀行や証券会社などに取引口座を開設、証券投資を開始する。ただ、流動性に乏しく、注文株数の5分の1も約定しない、仲介会社からのレスポンスが非常に遅いなどの問題がクローズアップされた。
2008年9月、世界の株式の低迷を横目に、急騰を開始。イラク証券取引所総合指数は同月末の54.38ポイントから翌年4月末の281.10ポイントまで5倍以上も上昇し話題に。
2008年10月10日、ニューヨークポスト紙がイラク株の急騰を大々的に報じた。
「先月（08年9月）イラク証券取引所総合指数は40%上昇したが、ダウ平均株価は同じだけ前年比で下落した。活気に満ちたトレーディングフロアは、ウォール街が80年代に“ごう欲は良いこと”と沸き返っていた時代をほうふつとさせる」
2009年4月19日、イラク証券取引所が米ナスダックOMX社のシステムを利用した電子取引を開始、導入費用は米政府が負担したとされる。同年7月までに大半の銘柄を場立ち（証券会社の社員どうしが、トレーディングフロアで売買の注文をつけあわせ、注文を成立させる方法）から売買システムへ移行する予定。